# Thorea gaudichaudii
Thorea gaudichaudii – gatunek krasnorostu z rodziny Thoreaceae.
Gatunek został po raz pierwszy opisany w 1824 przez Carla Adolpha Agardha.
Gatunek ma kolor oliwkowozielony. Szerokość komórek wynosi 5,2 mikrometrów, a długość od 21,4 do 25,5 µm. Długość całej rośliny waha się od 12 do 58 cm, a średnica od 1000 do 2000 µm. Włókna asymilacyjne mają od 300 do 800 µm i składają się z 18–36 komórek o beczkowym kształcie.